# 超小型跨界SUV

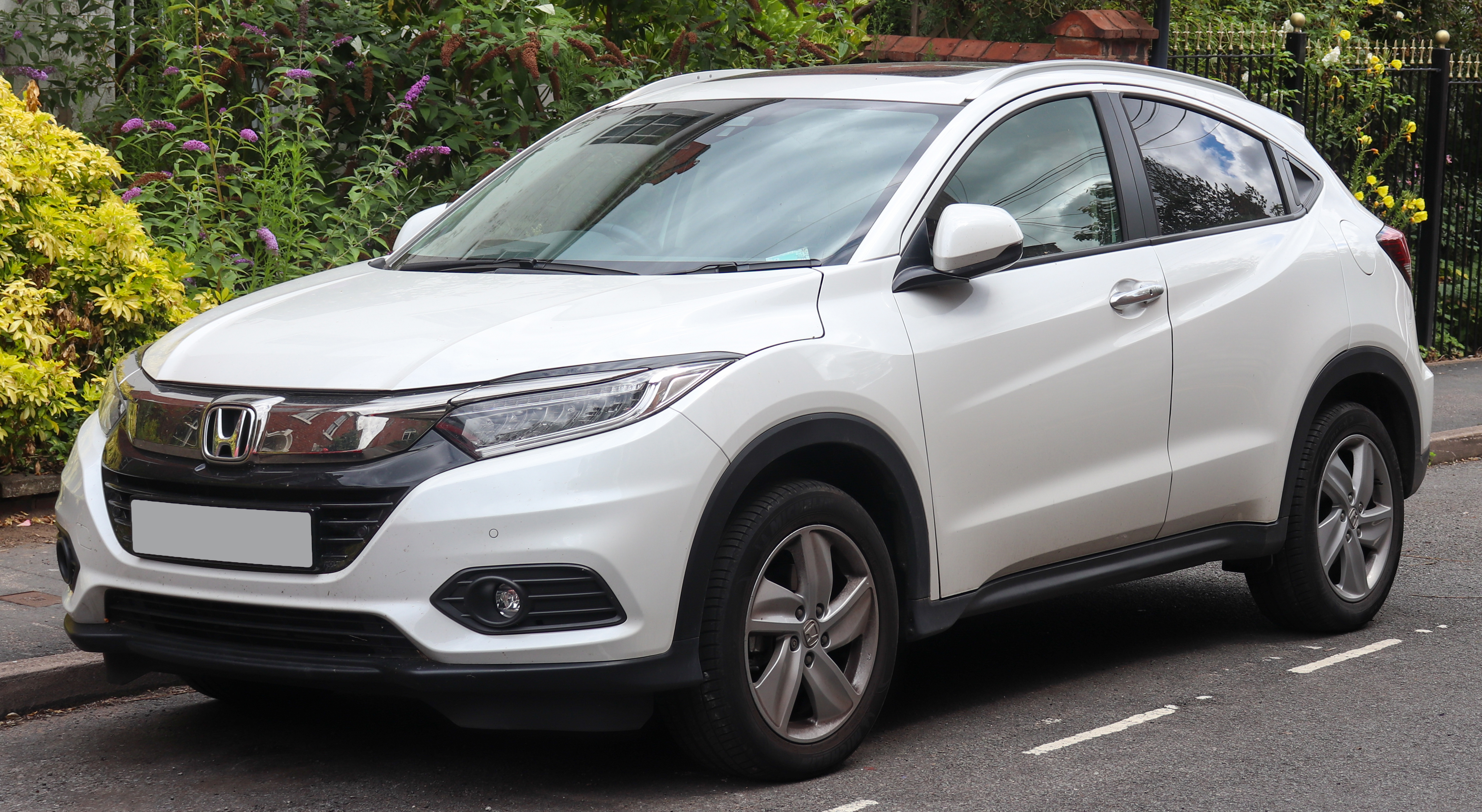
本田HR-V是2019年最畅销的超小型跨界SUV

超小型跨界SUV是一个汽車種類，也是跨界休旅車中最小的一款車型，它比紧凑型跨界SUV還要小。超小型跨界SUV通常是在次紧凑型车汽车平台的基礎上開發的，還有一些高端的超小型跨界SUV是在紧凑型轿车汽车平台的基礎上開發的。  2010年代初至2010年代中期，超小型跨界SUV开始受到关注，此時此類車型的销售量迅速增加。  2019年，超小型跨界SUV的銷量佔SUV全球销量的22%。
超小型跨界SUV在欧洲、印度和巴西特别受欢迎，分别占2018年當地SUV总销量的37%、75%和69%。  2019年，最畅销的超小型跨界SUV是本田HR-V ，當年該車型的全球销量达622,154辆。 